# Pankreolauryltest
Der Pankreolauryltest (Fluoreszindilaurattest) ist eine medizinische Laboruntersuchung, die zur Diagnostik bei exokriner Bauchspeicheldrüsenunterfunktion eingesetzt werden kann. Er war als Pankreolauryltest kommerziell verfügbar und in den 1980er und -90er Jahren klinisch gebräuchlich. Heutzutage wird er aufgrund seiner ungenügenden Empfindlichkeit (Sensitivität und Spezifität), seiner langen Dauer (drei Tage), vorhandener Alternativen und mangelnden Verfügbarkeit selten eingesetzt. Er ist weitgehend durch einfachere Methoden, im Besonderen die Bestimmung der Pankreas-Elastase im Stuhl, ersetzt.

## Durchführung
Der Proband trinkt am Testtag (T) früh-morgens ½ Liter ungesüßten Tee und entleert 30 Minuten später seine Harnblase. Während eines anschließenden standardisierten Frühstücks (1 Brötchen mit 20 g Butter und 1 Tasse Tee) nimmt er Fluoreszein-Dilaurinsäureester in Form zweier unzerkauter Kapseln zu sich. Im Laufe des Vormittages trinkt er 1 Liter Tee. Ab Mittag ist wieder eine normale Nahrungsaufnahme gestattet.
Ab dem Frühstück wird über 10 Stunden der Urin gesammelt. Die Sammelperiode endet nach einer letzten Harnblasenentleerung.
Üblicherweise 2 Tage später erfolgt eine Kontrolle (K) mit gleichem Ablauf, wobei aber Kapseln mit der Kontrollsubstanz Fluoreszein-Natriumsalz zur Anwendung kommen.
Anschließend werden fotometrisch im Urin die Menge des ausgeschiedenen Fluoreszeins des Testtages (T) und die des Kontrolltages (K) gemessen, verglichen und prozentual dokumentiert.
Eine therapeutische Einnahme von Bauchspeicheldrüsenenzymen ist mindestens 3 Tage vor dem Test abzusetzen. Gleiches gilt für die Einnahme von hochdosiertem Vitamin B2 und Sulfasalazin, da diese Medikamente durch ihre Eigenfarbe die photometrische Messung verfälschen.

## Bewertung
Ein T/K-Quotient von >30 % gilt als normal, ein solcher <20 % macht eine Schwäche der Enzymausscheidung der Bauchspeicheldrüse in den Zwölffingerdarm (exokrine Pankreasinsuffizienz) wahrscheinlich, wobei eine solche im Bereich <10 % als hochwahrscheinlich gilt. Werte von 20–30 % sind kontrollbedürftig (Testwiederholung), wobei ein erneut grenzwertig gemessener Quotient dann eine Pankreasinsuffizienz wahrscheinlich macht.

## Prinzip
Der am Testtag eingenommene Fluoreszein-Dilaurinsäureester wird (mit Hilfe von Gallensäuren) durch eine bauchspeicheldrüsenspezifische Esterase (Sterinester-Hydrolase) gespalten. Hierdurch wird das wasserlösliche Fluoreszin freigesetzt, welches vom Dünndarm aufgenommen und nach Glucuronidierung der Leber über die Nieren ausgeschieden wird. Demgegenüber bedarf das Fluoreszein-Natriumsalz des Kontrolltages (K) keiner Einwirkung von Bauchspeicheldrüsenenzymen, um aufgenommen und über die Nieren ausgeschieden zu werden. Eine niedrige Ausscheidung der Testsubstanz im Urin spricht also für eine Schwäche der enzymatischen Bauchspeicheldrüsenfunktion.

## Probleme
Der Test ist nicht nur von der Funktion der Bauchspeicheldrüse, sondern auch von der Ausscheidung von Gallensekret und der Leberfunktion abhängig, ferner bei operativer Teilentfernung des Magens und Sprue gestört. Er ist zeit- und personalaufwendig, bedarf der Mitarbeit des Probanden und besitzt eine schlechtere Sensitivität (ca. 75 %) und Spezifität (ca. 50 %) – beide stark abhängig vom Stadium der Bauchspeicheldrüsenerkrankung – als die Elastasebestimmung im Stuhl (oder Serum), im Besonderen bei leichten Erkrankungsformen. Er hat daher in der Diagnostik stark an Bedeutung verloren, zumal auch Testkapseln schwer erhältlich sind.

## Alternative Tests (Auswahl)
Gebräuchlich sind die Elastase- oder Chymotrypsinbestimmung im Stuhl.
Weniger bzw. kaum noch gebräuchlich sind der Sekretin(-Caerulein oder -Cholezystokinin)test, der Sekretin-Pankreozymin-Test, der NBT-Paba-Test und die Bauchspeicheldrüsenstimulation mit Probemahlzeit nach Lund, ferner die Stuhluntersuchung auf unverdaute Muskelfasern bzw. die Bestimmung der Fette im Stuhl.